# Fabrice Fries
Pour les articles homonymes, voir Fries.
Fabrice Fries est un haut fonctionnaire et dirigeant d'entreprise français, né le 11 mars 1960 à Lyon,.
Il a occupé différents postes de direction au sein des groupes Vivendi, Havas et Publicis avant de devenir, en avril 2018, le président-directeur général de l’Agence France-Presse.

## Biographie

### Formation
Fabrice Fries est ancien élève de l’École normale supérieure (rue d’Ulm, lettres), titulaire d'une maîtrise d'histoire, diplômé de l'IEP Paris et de l’École nationale d’administration (promotion Denis-Diderot 1984-1986),.

### Carrière
À la sortie de l’ENA, Fabrice Fries intègre la Cour des comptes, comme auditeur, avant de rejoindre en 1990 le cabinet du Président de la Commission européenne, Jacques Delors.
En 1995, il intègre la Compagnie Générale des Eaux (ex-Vivendi), en tant que chargé de mission auprès du président-directeur général, Jean-Marie Messier.
Nommé directeur de la stratégie et du développement d’Havas en 1997, il conduit le recentrage des activités du groupe sur les métiers de l’édition et de la presse et participe activement au rapprochement avec la Compagnie Générale des Eaux qui prend le contrôle de l’entreprise média en 1998. Havas est rebaptisé Vivendi Universal Publishing et Fabrice Fries en devient le directeur général adjoint, chargé des divisions presse et informations professionnelles, avec des marques comme L'Express, L'Expansion, Courrier international, Dalloz, Masson, Vidal, Le Moniteur, L'Usine nouvelle, L'Etudiant, Exposium, 01 Informatique, le Quotidien du Médecin, ainsi que de nombreuses marques d'information santé dans le monde.
En 2001, Vivendi décide de se concentrer sur l’édition grand public et se sépare de sa branche presse spécialisée dirigée par Fabrice Fries, qui œuvre alors à sa prise d’indépendance. Dans le cadre du LBO engagé, il est nommé président-directeur général de Medimedia et Aprovia, deux sociétés issues de la cession des activités de presse professionnelle de Vivendi (le Moniteur, l'Usine nouvelle, LSA, le Quotidien du Médecin, etc.) à des fonds d’investissement.
En 2004, Fabrice rejoint Atos Origin comme Groupe Senior Vice President, chargé des grands comptes et de la stratégie marchés.
Il est nommé, en septembre 2006, secrétaire général - et membre du comité exécutif – de Publicis, troisième groupe de communication mondial, avant de prendre la tête de Publicis Consultants, agence spécialisée en communication corporate, communication de crise et relations presse en juin 2009.
Le 12 avril 2018, il devient président-directeur général de l'Agence France-Presse (AFP) après avoir obtenu la majorité qualifiée au vote de son conseil d’administration (13 voix sur 18) lors d’un troisième tour de scrutin. 
Depuis son arrivée à la tête de l'AFP en 2018, Fabrice Fries a contribué à la croissance financière de l'AFP avec un plan de transformation qui met particulièrement l'accent sur les services vidéo et photo de l'Agence,. Par ailleurs, l'AFP a continué à diversifier ses revenus sous la direction de Fabrice Fries avec son service de fact-checking leader mondial, qui a connu une augmentation spectaculaire de la demande pendant la pandémie de COVID-19 avec la poussée de désinformation autour de la pandémie. Fabrice Fries poursuit le combat fondamental de la rémunération des droits voisins de la presse face à Google, un « combat juste », et même « un cheval de bataille, car il n’est pas normal que celui qui ne fait que relayer l’info en capte la valeur ». Le Conseil d'administration de l'AFP l'a reconduit à ce poste, le 10 novembre 2022, pour un nouveau mandat courant jusqu'en avril 2028.

### Vie privée
Fabrice Fries est le frère de Charles Fries, diplomate français. Il est marié à Fabrizia Benini, fonctionnaire à la Commission européenne (DG Connect), père de deux enfants, et réside avec sa famille en Belgique.

## Ouvrages
- L'emprise du faux, Paris, Éditions de l'Observatoire, 2021, 208 p.  (ISBN 979-10-329-1937-8)
- Les Grands  Débats européens, Paris, Édition du Seuil, 1995, 528 p.  (ISBN 2-02-024594-9)[13]